# Volčji Grad
Volčji Grad este o localitate din comuna Komen, Slovenia, cu o populație de 99 de locuitori.